# 克劳斯·奥夫纳
克劳斯·奥夫纳（德語：Klaus Ofner，1968年8月15日—），奥地利男子北欧两项运动员。他曾代表奥地利参加1988年和1992年冬季奥林匹克运动会北欧两项比赛，其中1992年冬季奥运会获得一枚铜牌。